# 清道夫 (电视剧)
《清道夫》是一部由安·比德曼创造的美国电视剧，于2013年6月30日起安排在嗜血法医后播出。首集Showtime提前在网上供用户观看。一季有12集。目前已播出6季，有65集。
2020年2月4日，本劇在第7季後被Showtime取消。

## 简介
雷是洛城最有名的清道夫了，名人们只要惹上了不该让外界知道的事找他解决准没错；然而雷也成家了有两个孩子了，这样的生活让他很难处理家庭的问题，因为他还有两个未婚的兄弟需要他来看着一下；而这时雷花了力气送进监狱的父亲米基出来了，米基可不像雷的导师那样随着年龄的增长有老年痴呆，聪明的米基带着不为人知的目的接近雷的家庭，让雷原本看似有序的生活彻底被打乱。

## 演员和角色

### 主演
- 列维·施瑞博尔 饰 雷·多诺万（Ray Donovan）
- 葆拉·马尔科姆森（英语：Paula Malcomson） 饰 艾比·多诺万（Abby Donovan）雷的妻子
- 埃迪·马尔桑 饰 泰瑞·多诺万（Terry Donovan）雷的哥哥，应为帕金森综合症而结束拳击生涯，目前担任拳击教练。
- 达什·米霍克 饰 邦奇·多诺万（Bunchy Donovan）雷的弟弟，是个酒鬼至今都没能走出童年被性侵犯的阴影。
- 史蒂芬·鮑爾 饰 阿维（Avi）雷工作上的左右手。
- 凯瑟琳·莫宁 饰 莉娜（Lena）雷的助手。
- 普奇·豪尔（英语：Pooch Hall） 饰 达利尔（Daryll）雷同父异母的弟弟，但是雷近期才得知他的存在。
- 凱利斯·多西（英语：Kerris Dorsey） 饰 布里奇特·多诺万（Bridget Donovan）雷的女儿，这个名字和雷去世的姐姐同名。
- 德文·巴格比 饰 康纳·多诺万（Conor Donovan）雷的儿子。
- 乔恩·沃伊特 饰 米基·多诺万（Mickey Donovan）雷的父亲，当年雷不惜一切把他送进监狱，现在他带着不为人知的计划接近雷的家庭。

### 常驻演员
- 彼得·雅各布森 饰 李·德雷克斯勒（Lee Drexler）和以斯拉是贸易伙伴
- Ambyr Childers（英语：Ambyr Childers） 饰 阿什利·立德（Ashley Rucker）曾经受到雷的帮助多年后因为一个客户的委托雷再次保护她，她十分喜欢雷。
- 乔什·帕斯（英语：Josh Pais） 饰 斯图·费尔德曼（Stu Feldman）
- 奥斯汀·尼可斯 饰 汤米·惠勒（Tommy Wheeler）一名电影明星，
- 乔纳森·斯卡奇（英语：Johnathon Schaech） 饰 肖恩·史蒂文斯（Sean Stevens）雷认识的一个电影明星。
- 詹姆斯·伍兹 饰 帕特里克·沙利文（Patrick "Sully" Sullivan）和多诺万家有复杂的过去。
- 迈克尔·麦克格雷迪 饰 弗兰克（Frank）一名FBI探员。
- 罗赞娜·阿奎特 饰 琳达（Linda）
- 埃利奥特·古尔德 饰 以斯拉·高曼（Ezra Goldman）, 雷的导师以及老板，最近他时而显得有点老年痴呆。
- 弗兰克·惠利（英语：Frank Whaley） 饰 梵·米勒（Van Miller）

## 系列总览
| 季度 | 季度 | 集数 | 播出日期      | 播出日期      | DVD发行日期 | DVD发行日期 | DVD发行日期 |
| 季度 | 季度 | 集数 | 该季度第一集  | 该季度第一集  | 区域1       | 区域2       | 区域4       |
| ---- | ---- | ---- | ------------- | ------------- | ----------- | ----------- | ----------- |
|      | 一   | 12   | 2013年6月30日 | 2013年9月22日 | TBA         | TBA         | TBA         |

### 第一季（2013）
| 集数 | 标题               | 导演                | 编剧            | 首播日期      | 美国收视人数 (百万) |
| ---- | ------------------ | ------------------- | --------------- | ------------- | ------------------- |
| 1    | The Bag or the Bat | 艾伦·库尔特         | 安·比德曼       | 2013年6月30日 | 1.35                |
| 2    | A Mouth Is a Mouth | 艾伦·库尔特         | 安·比德曼       | 2013年7月7日  | 1.56                |
| 3    | Twerk              | 格雷格·艾坦尼斯     | 罗恩·尼斯瓦纳   | 2013年7月14日 | 1.45                |
| 4    | Black Cadillac     | John Dahl           | David Hollander | 2013年7月21日 | 1.52                |
| 5    | The Golem          | Dan Attias          | Sean Conway     | 2013年7月28日 | 1.46                |
| 6    | Housewarming       | Michael Uppendahl   | Brett Johnson   | 2013年8月4日  | 1.45                |
| 7    | New Birthday       | Lesli Linka Glatter | David Hollander | 2013年8月11日 | 1.44                |
| 8    | Bridget            | Guy Ferland         | 安·比德曼       | 2013年8月18日 | 1.47                |
| 9    | Road Trip          | Jeremy Podeswa      | Brett Johnson   | 2013年8月25日 | 1.33                |
| 10   | Fite Nite          | Tucker Gates        | Sean Conway     | 2013年9月8日  | 1.25                |
| 11   | Bucky Fuckn' Dent  | Dan Minahan         | 羅恩·尼斯瓦納   | 2013年9月15日 | 1.41                |
| 12   | Same Exactly       | Michael Apted       | 安·比德曼       | 2013年9月22日 | 1.41                |

### 第二季（2014）
2013年7月16日Showtime宣布续订第二季。

## 开发和制作
2011年8月21日Showtime宣布拍摄本剧的试映集，2011年12月16日确定试播集将由艾伦·库尔特执导。
2012年6月12日Showtime宣布预定本剧12集并计划在2013年播出。
本剧的制片人在2013年的电视评论协会冬季媒体见面会上表示自己曾经做过这类事情；2013年1月2日Showtime宣布本剧将更随嗜血法医 (第八季)一同于6月30日播出。

### 选角
2011年12月5日Showtime宣布列维·施瑞博尔将参演本剧，饰演英文剧名的标题人物雷·多诺万。
2012年1月24日确认葆拉·马尔科姆森将饰演主角雷的妻子艾比。
1月26日确认埃迪·马尔桑和达什·米霍克将分别饰演主角雷的哥哥泰瑞和主角弟弟邦奇。
2月9日确认乔恩·沃伊特将饰演主角雷的父亲米基，埃利奥特·古尔德将饰演多集角色以斯拉是主角雷的导师。
2月16日确认普奇·豪尔将饰演一名在泰瑞拳击馆训练的拳击手，凯瑟琳·莫宁将饰演雷的副手。
2月20日确认彼得·雅各布森将饰演 李·德雷克斯勒，经常找雷帮忙的人。
3月2日确认乔纳森·斯卡奇将饰演一个雷认识的电影明星，克里斯·多尔西饰演雷的女儿，Ambyr Childers饰演受到雷保护的电影演员。
3月8日确认史蒂芬·鲍尔将饰演雷手下一号人物阿维，德文·巴格比饰演雷的儿子Conor。
2013年2月5日确认布鲁克·史密斯将饰演一名护士是泰瑞的爱情对象。
2月11日确认弗兰克·惠利将饰演调查好莱坞非法行为的FBI探员梵·米勒（Van Miller），暗中调查雷。
3月19日确认詹姆斯·伍兹将饰演多集角色帕特里克·沙利文，与多诺万加有着复杂的历史；迈克尔·麦克格雷迪将饰演FBI探员弗兰克，多年前尝试调查雷。
4月12日确认罗赞娜·阿奎特将客串本剧饰演琳达。

## 反响

### 收视
《清道夫》的首播获得135万观众超过2012年Showtime的新剧國土安全首播的108万，成为该电视网首播人数最多的剧集，第二集获得156万相对首集上升了15%。